# The Book of Lies
The Book of Lies – pierwszy studyjny album francuskiej grupy Jack the Ripper wydany 11 września 2001.

## Lista utworów
Teksty: A.Mazurel/Jack the Ripper
| Nr | Tytuł                                            | Długość |
| -- | ------------------------------------------------ | ------- |
| 1. | Dog Meets Wolf                                   | 4:33    |
| 2. | Prayer In a Tango                                | 5:23    |
| 3. | Death of a Writer                                | 3:51    |
| 4. | Haunted                                          | 5:19    |
| 5. | Mescaline                                        | 2:44    |
| 6. | In a Bar, with Billy Kunt                        | 5:17    |
| 7. | Son of...                                        | 4:47    |
| 8. | The Assassin                                     | 5:15    |
| 9. | Liberation Oscar Wilde-A.Mazurel/Jack the Ripper | 4:30    |